# ええじゃないか (コースター)
ええじゃないか（EEJANAIKA, The 4th Dimention Coaster）は、山梨県富士吉田市にある遊園地、富士急ハイランドのローラーコースターのひとつ。2006年7月19日に登場。FUJIYAMA、高飛車、ZOKKONと共に同園「4大コースター」となっている。公式なロゴでは2文字目の「え」は天地が逆に書かれている。キャッチコピーは「前後左右、東西南北、驚天動地の大回転」。
製造はS&S Arrow。機種を設計したArrow Dynamics社を吸収している。

## 概要
従来のコースターのループやひねりに加え、座席自体が前後方向に回転する機構を持つ、日本初・世界で2台目の4次元コースターである。総回転数14回というギネス記録を打ち立てた。ギネス認定証には「足が頭よりも上にくる回数が14回」と書かれている。これはギネスブックにおいて、ローラーコースターの回転の基準がそのようになっているためである。
自動放送で「ぐるぐる回るけどええかな〜?」と流れると全員で「ええじゃないか〜!!」と叫ぶ（2017年7月ごろまでは、制御室のスタッフが言っていた。また、後述のイベント時には、この掛け声がなかった）。するとスタッフの手拍子で「ええじゃないかええじゃないか〜♪」と歌いだし（この間に足場が下がる）スタート（開業からしばらくは拍手のみでスタート）。そして約76mの高さから89度の角度で落下し、ループやひねりのあるコースを走行する。出発時のスタッフの掛け声などの演出は定期的に変更されている。
FUJIYAMA、ド・ドドンパ、高飛車同様、コース途中にライドフォトカメラを設置しており、乗車後にフォトショップ「踊る撮影局」で購入できた。写真の他データ及び写真とデータのセットも販売。一時期はシールも販売していた。ライドフォトは2021年12月31日を以て終了した（ええじゃないかのみならず4大コースター全機種）。

## 車両
回転する機構をもった車両は長さが16m、幅が6mと一般のコースターよりもかなり大きい。また、レールから座席が大きくはみ出しており、乗客はレールが視界から見えにくいため開放感を味わえる。
座席が回転するため、安全装置はFUJIYAMAやド・ドドンパに比べ厳重なものになっている。上半身を支える観音開き式のハーネスは上下にスライドするため、肩にしっかり当たるようになっている。肩の当たる部分には顔をぶつけないよう厚いクッションが付いている。このハーネスは非常に固く、スタッフに装着してもらう必要がある。その他、腰に締める巻き取り式シートベルト、左右のハーネスをつなぐベルト、ハーネスと座席をつなぐベルトがある。
上半身は厳重なのに対し、下半身は膝から下がぶら下がった状態であるため、乗車中は足が勢いよく振られる。座席に足をぶつけることがよくあったためか、開業後しばらくして、ふくらはぎの部分にクッションが付けられた。

## コース概要
巻き上げ
スタート時はいきなり後ろ向きから。プラットホームを出ると180度ターンして巻き上げに入るが、このターン部分で早速座席が後ろに倒れ、頭が下の状態になる。巻き上げ手前で座席は仰向けの状態に戻り、そのまま地上76mまで上昇する。後ろや富士山はほぼ見えない。
ファーストドロップ
頂上に到着すると一旦バウンドし、直後に座席が前方に倒れ、真下を向いた状態で一気に落下する。曲線部分に差し掛かる直前で座席が前方に回転、後ろ向きで最高速度126km/hに到達し、その勢いのままループに突入する。
インサイドレイブンターン
ループ状のレールの内側を、座席がレールに背を向けた状態で頭から上昇していく。ループの頂上付近で座席が後方に回転した後、前向きで傾斜を落下していく。ライドフォトのカメラはこのループの終盤にあった。
フルツイスティング&フルフロントフリップ
レールが360度ひねられたコースを、座席が前方に360度回転しながら走行する。座席は逆さまにならず、前向き→後ろ向き→前向きという乗車感覚になる。
バンク大カーブ
座席がレールと向かい合った状態で足から突入する。レールのバンク角が90度以上あるので少し下を向いて走行する形になり、空を飛んでいる感覚を味わえる。カーブの終盤は駅舎ギリギリを走行する。
ハーフツイスティング&ハーフバックフリップ
レールが180度ひねられたコースを、座席が後方に180度回転しながら走行する。通過後は必然的に後ろ向きに走行する。2回目のループ直後にもある。
アウトサイドレイブンターン
後ろ向きで突入し、頂上で座席が前方に倒れ、レールの外側を座席とレールが向かい合った状態で走行する。
ブレーキゾーン
2回目のハーフツイスティングを通過すると、突然座席が前方に倒れ、元に戻るという動きをして徐行しながらプラットホームへ入る。冬場では摩擦の関係で停止することが多く、後方の座席では座席が前に傾いた状態で止まることがある。

## モデル
このコースターのモデルとなったのはアメリカの遊園地「シックス・フラッグス・マジック・マウンテン」の「X（エックス）」。世界初の座席が縦回転する四次元コースターとして2002年に先んじてデビューしている。実際に富士急行の現社長である堀内光一郎がエックスに乗車し、導入を決定した。また、最初に有人走行を行なった際にも堀内社長が乗車していた。
ちなみにXは2008年に車両にオーディオ機能を搭載した「X²（エックスツー）」としてリニューアルオープンしており、レールや支柱のカラーリングもええじゃないかオープン当時と同様のものに変わっている。また、車両はX、X²が7両であるのに対し5両と短めであり、最高速度もええじゃないかのほうが速い。

## 事故・トラブル
開始から間もない2006年8月4日に緊急停止。ブレーキの異常音が原因である。この影響で終日運休＆翌日から運営休止となったが、同年8月9日より運転を再開した。
2007年12月13日：停止していた車両が突然動き出し、作業点検中の社員が車両とレールの間に挟まれ、胸の骨を折り重傷を負う事故が発生した。
2009年1月3日：プラットホームを出てから約30m、地上約5mの地点で安全装置の作動により緊急停止した。巻き上げチェーンの緩みが原因である。この影響で終日運休となったが、翌日に運転を再開した。
2012年4月29日：走行中の車両からボルトが破損・落下し、コース下を歩いていた女性客の額に当たり軽傷を負う事故が発生した。この影響で終日運休となり、当面の間運営を中止する事となった。同年7月7日、再発防止対策を施し安全が確認された為、7月11日に運営再開すると発表された。ただし、この事故の影響により乗車時に履き物は全て脱ぐよう義務づけられ、鳥居から駅舎までの通路と、グレート・ザブーン（当時。現在のクール・ジャッパーン）横の通路が通行禁止となった。更に、バラエティ番組等の収録によるカメラやマイクなどの機材の持ち込みも原則不可となった。
2025年2月28日：停車中の車両下に潜り込み点検作業をしていた従業員が、乗り上げた車輪とレールの間に挟まれ死亡する事故が発生した。この日は定期点検のため、運転を終日休止していた。この事故を受け、当面の運休が発表された。同年の4月30日に再発防止対策を施し、5月1日に運営が再開されると発表された。なお、この事故の影響により当面の間、午後に30分程度の中間点検が実施されるようになった。

## ええじゃないか門前町
ええじゃないかの乗り場付近に、過去に5つのお店が並んでいた。2016年4月より、ゲゲゲの鬼太郎をモチーフにした「ゲゲゲの妖怪横丁」としてオープンした。
- 希代の豪商「今市屋（いまいちや）」 - ええじゃないか関連のオリジナルグッズを販売。
- むね焼け茶屋 - 軽食を販売。
- ふじやまたいやき - 富士山と鯛を組み合わせたオリジナルのたい焼きを販売。園内ではシャイニング・フラワー下、園外では富士山駅でも販売。
- 堂納津堂（どうなつどう）「ええわ」 - ベビードーナツをはじめとした軽食を販売。
- 占Q堂（せんきゅうどう） - おみくじ占いやクレーンゲームができる。

## その他

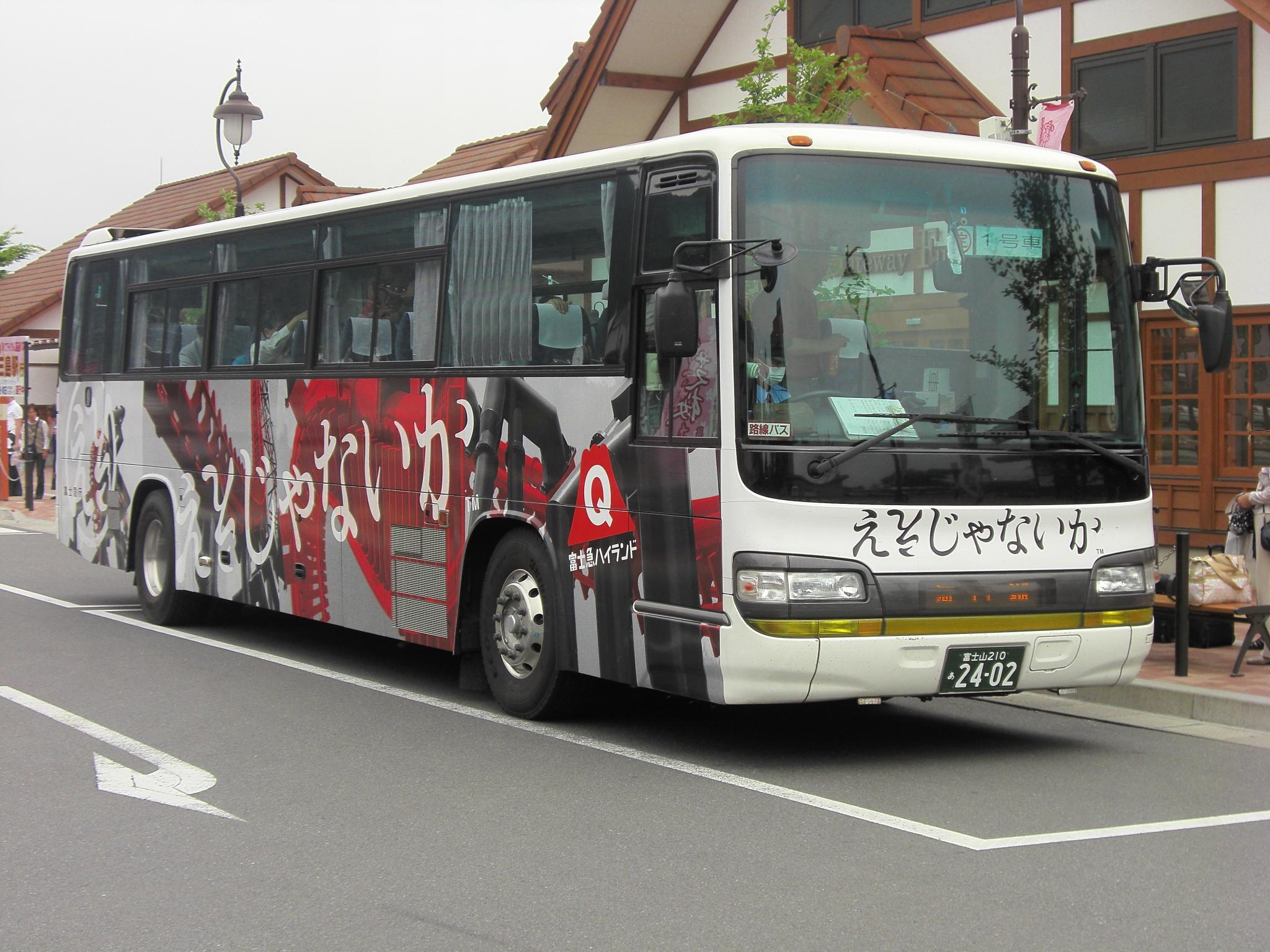
ええじゃないかのラッピングを施した富士急行バス。中央高速バスで運行

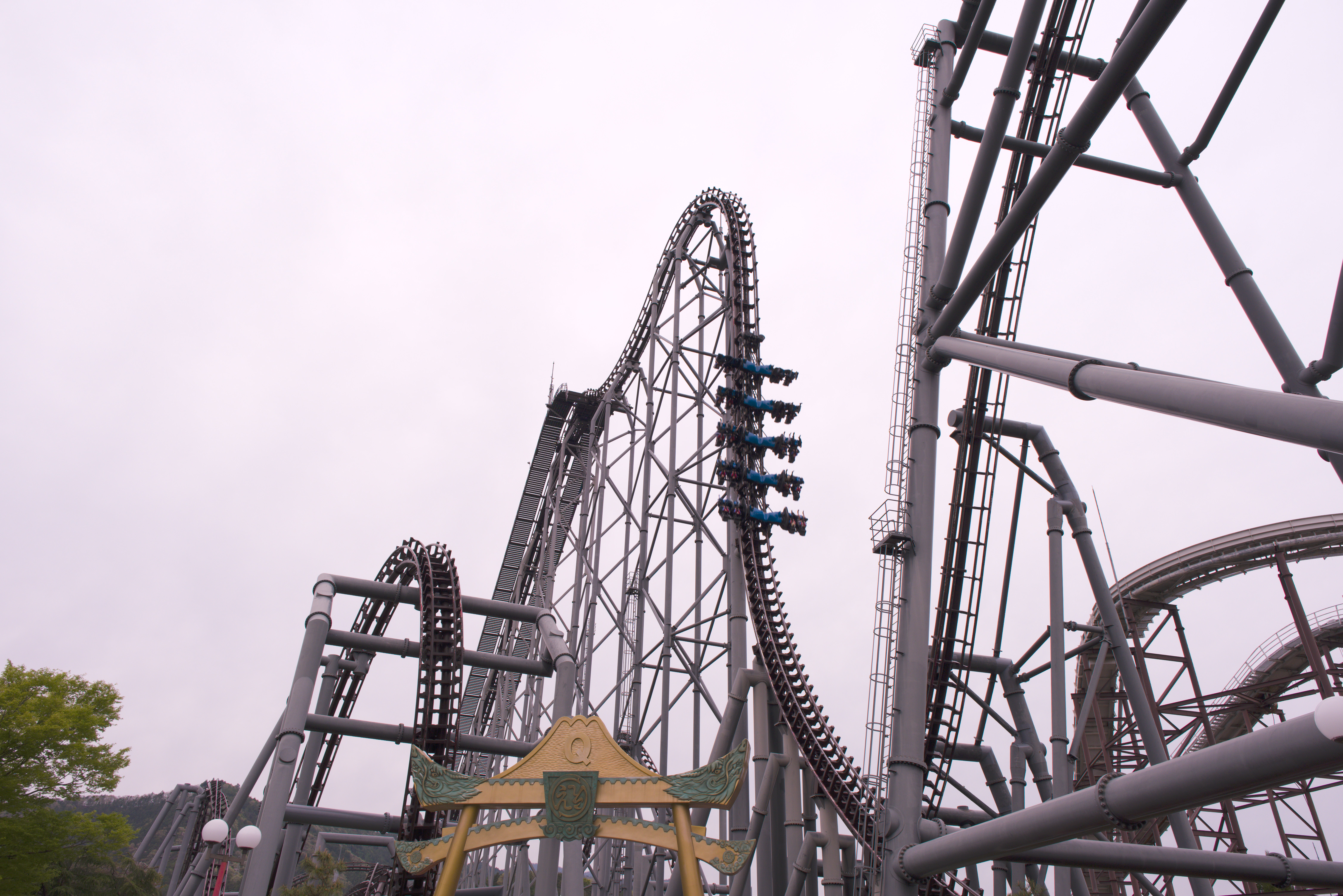
ええじゃないかの現在のレールの色（焦げ茶色）と列車（2014年～）

- コースターの構想はドドンパがオープンした2001年の暮れから開始。前述の通り社長自身が「X（エックス）」に乗車して導入が決定。
- オープン当初のレールは赤色で、かつて存在した「ムーンサルトスクランブル」をイメージしたとの事。2000年にこのコースターが撤去されたため、それに代わる「キワモノ」コースターを造りたかったとのこと。ただし、2013年末から2014年末にかけてレールの塗り替えが行われ、焦げ茶色になった。理由として富士山の世界文化遺産登録による景観規制と思われる。
- 総工費はFUJIYAMA、ドドンパを上回る36億円。これは、富士急ハイランド内のアトラクション建設にかけた金額としては史上最高額（2006年当時）である。
- 座席の回転の仕組みはラック・アンド・ピニオンが採用されている。大きな車輪が通る走行用レールの外側に小さな車輪が通る座席の回転を制御するためのレールがある。このレールの高さが上下することで、車輪から延びるラックが連動し、内部のピニオンと噛み合うことで座席が回転する。これにより、コースターの速度が変化したとしても、同じ場所で同じ方向を向くようになっている。また、仮に不具合などで停止した場合は座席の回転も停止するため、必ず足が下になる避難通路からスムーズに誘導できる。この仕組み上、同じ方向に回転させ続けることができないため、ある程度まで回転したら次は逆方向に回転する。
- レールを挟んで左右に座席がある構造の為、待ち列がスロープの途中で左右に分かれる。左側ではコースターが駅舎ギリギリを猛スピードで走行していく様子を間近で見ることができる。ちなみに、乗車中この駅舎にぶつかりそうな感覚を味わえるのは分岐点右側の通路である。
- 駅舎や周囲の外観は和・神社をテーマにしている。大きな車両をコースターの神様に見立て、プラットホームは車両が鎮座している様子をイメージしている。スタッフの衣装も和風柄のバンダナと「ええ」のロゴが描かれたエプロン（冬場は背中にロゴが描かれたダウンジャケット）となっている。駅舎の園内側の外壁一面には、唐草模様が描かれている[7]。また、2009年の初め頃には駅舎前の待ち列に囲いが設置された[8]。
- ファーストドロップ付近には鳥居がある。これにはネーミング候補に挙がった御札が描かれているとの事。
- 敷地内やキューラインではスピーカーから「ええじゃないか音頭」が延々と流れている。注意事項の説明と共に「ええじゃないかええじゃないか〜♪」という音楽が続く。
- 富士急行バスにも「ええじゃないか」ラッピングを施したバスが数台在籍し、中央高速バスで運行されている（写真を参照）。
- TVCMでちゃぶ台をひっくり返す父親を演じているのは悪役商会の滝川健で、母親を演じているのは女優の池谷のぶえ。また、桃太郎バージョンも存在する。
- TBS系で2006年9月24日に放送された「DOORS 2006」では、番組内のゲームとして、乗車しながら5つの問題に答える「クイズdeええじゃないか」として放送された。
- オープニングセレモニーにはええじゃないか騒動発祥の地とされる愛知県豊橋市の関係者が招待された。これは豊橋市側から新コースターの名称が『ええじゃないか』になったという噂を問い合わせたことが縁である。
- セレモニーには小川直也とスピードワゴン、AKB48も登場した。当初はセレモニー終了後、ええじゃないかに乗車する予定であったが、オープン当日が雨天だったため運行できず、代わりにグレート・ザブーン（現クール・ジャッパーン）に乗車した。
- 2007年11月9日には、乗車人数が100万人を突破した。
- 2014年4月24日より、赤色の新車両が追加された。これはこれまでの車両と構造が異なっている。
- 2017年7月15日より、身長制限が130cm以上から125cm以上まで引き下げられ、年齢制限は10～60歳から～64歳に変更される。
- 2018年8月1日から開催されているイベント「夏だ!Aqoursと!!ラブライブ!サンシャイン!!×富士急ハイランド」の期間中は、自動放送が津島善子の声になり、「ぐるぐる回ってもええかな〜?」の掛け声が省略された。
- 2023年6月5日より、安全対策強化の観点から年齢制限が～54歳に変更される。

## 注記
1. ↑  
“AllAbout『超絶コースター"ええじゃないか”"試乗レポ』”. 2012年9月16日閲覧。
2. ↑  
“『「ええじゃないか」の営業再開について』”. 2012年7月8日閲覧。
3. ↑  事故以降機材の持ち込みが許可されをカメラ持ち込んで撮影されたのは『いただきハイジャンプ(2016年2月25日放送分)』(閉園後の客がいない時間帯に収録が行われた)とジャニーズWESTによる富士急公認コラボ企画(動画)のみである。
4. ↑  “【速報】従業員が死亡 アトラクションの点検中 車輪とレールの間にはさまれる 山梨・富士急ハイランド（UTYテレビ山梨）”. Yahoo!ニュース. 2025年2月28日閲覧。
5. ↑  “富士急ハイランド、事故のコースターの運転当面休止 死亡の男性従業員は29歳整備担当”. 産経新聞. (2025年2月28日) 2025年3月1日閲覧。
6. ↑  日本放送協会 (2025年4月30日). “山梨 点検中死亡事故のジェットコースター あすから営業再開 | NHK”. NHKニュース. 2025年5月31日閲覧。
7. ↑  宮田珠己「手のひらを太陽の塔に 革命的コースター『ええじゃないか』登場 超大型マシンが遊園地を救う!?」『産経新聞』平成18年（2006年）7月20日付夕刊9面。
8. ↑  囲いに「ワリコミハ、イケマセ～ン」と書かれている事から割り込み防止と思われる。